# Salmonier River (Avalon-Halbinsel)
Der Salmonier River ist ein etwa 21 km langer Fluss zur St. Mary’s Bay auf der zur kanadischen Provinz Neufundland und Labrador gehörenden Insel Neufundland.

## Flusslauf
Der Salmonier River verläuft zentral auf der Avalon-Halbinsel. Er entwässert den auf einer Höhe von etwa 110 m gelegenen See Three Rivers Pond. Dieser liegt am Nordwestrand der Avalon Wilderness Reserve. Der Salmonier River fließt in überwiegend 
südwestlicher Richtung. Bei Flusskilometer 10 befindet sich nördlich des Flusslaufs der Golfplatz The Wilds at Salmonier River Golf Club. Drei Kilometer oberhalb der Mündung liegt die Gemeinde Mount Carmel-Mitchells Brook-St. Catherine’s. Der Salmonier River mündet schließlich in den Salmonier Arm, eine 12 km lange schmale Bucht am Kopfende der St. Mary’s Bay. Der Salmonier River entwässert ein Areal von etwa 270 km². Im Einzugsgebiet befinden sich zahlreiche kleinere Seen. 4 km oberhalb der Mündung befindet sich ein Pegel, der die Wasserqualität misst. Am Oberlauf des Salmonier River befindet sich der Salmonier Nature Park.

## Flussfauna
Der Lachsbestand im Salmonier River gilt als „gefährdet“. Im Flusssystem kommen neben dem Atlantischen Lachs noch Forelle, Bachsaibling, Amerikanischer Aal und Arktischer Stint sowie Dreistachliger und Neunstachliger Stichling vor. Im Jahr 1971 wurden mehrere Wasserfälle, die als Hindernisse für Wanderfische galten, durch Sprengungen „entschärft“. Der Flusslauf weist seither keine unüberwindbaren Hindernisse mehr auf.
Nordamerikanische Krickente (Anas carolinensis), Ringschnabelente und Schellente brüten an den Ufern der Seen im Einzugsgebiet des Salmonier River. 
Weitere typische Wasserbewohner sind Kanadischer Biber, Bisamratte und Nordamerikanischer Fischotter.